# Distretto di Ovruč
Il distretto di Ovruč (in ucraino Овруцький район?, Ovruč'kyj rajon) era un distretto dell'Ucraina, situato nell'oblast' di Žytomyr. Il suo capoluogo era Ovruč. È stato soppresso in seguito alla riforma amministrativa del 2020.